# كاباو ألتو
كاباو ألتو بلدية في ولاية سانتا كاتارينا في المنطقة الجنوبية من البرازيل.